# Bruno Fischer-Uwe
Bruno Fischer-Uwe (* 26. Oktober 1915 in Phalsbourg in Lothringen; † 3. Juli 1992 in Worpswede) war ein deutscher Maler und Hochschullehrer.

## Leben
Bruno Fischer-Uwe – der Familienname lautete Fischer, Fischer-Uwe war der Künstlername – wurde am 26. Oktober 1915 in Phalsbourg (dt. Pfalzburg), einer kleinen Gemeinde in Lothringen, die damals territorialer Bestandteil des Deutschen Reiches war, geboren. Sein Vater war Offizier und stammte aus Nordfriesland, seine Mutter war Französin. Nach dem frühen Tod der Ehefrau im Jahre 1918 zog der Vater mit seinen drei Kindern nach Bremerhaven, wo Fischer-Uwe aufwuchs und das Abitur ablegte. Es folgte das Studium an der Kunstakademie in Leipzig und später an der Kunstakademie Dresden. In Leipzig wohnte Fischer-Uwe im bekannten Künstlerhaus am Nikischplatz.
Nach dem Studium unternahm Fischer-Uwe zahlreiche Studienreisen, unter anderem nach Frankreich, Holland und Belgien. Im Jahre 1934 besuchte er das erste Mal die Künstlerkolonie in Worpswede und lernte dort Fritz Mackensen und Tetjus Tügel kennen. Eine besondere Freundschaft verband ihn mit der Familie des Malers Heinrich Vogeler.
In den Jahren vor dem Zweiten Weltkrieg lebte Fischer-Uwe einige Jahre in Ahrenshoop an der Ostsee, besuchte aber weiterhin regelmäßig Worpswede. Von 1939 bis 1945 war er Soldat, wurde schwer verwundet und geriet in russische Kriegsgefangenschaft.
Nach der Heimkehr 1946 wurde er Mitbegründer und Direktor der Osnabrücker Kunsthochschule und lernte in diesem Jahr auf Sylt auch seine spätere Ehefrau Marlene Luise Warburg kennen. In den 1950er und 1960er Jahren folgten weitere Stationen als freischaffender Künstler in der Lüneburger Heide, in Lübeck und Scharbeutz, bis er 1968 eine Professur an der irischen Kunstakademie in Dublin annahm. 1971 siedelte er mit seiner Familie – das Paar hatte eine gemeinsame Tochter – endgültig nach Worpswede über und ließ sich im Birkenweg nieder. Dort unterhielt er ein eigenes Atelier mit Ausstellungsräumen.
Zu seinem Schaffen als international anerkannter und geschätzter Künstler kam ein umfangreiches soziales und politisches Engagement, das auch in den Ehrungen immer wieder hervorgehoben wurde. So stiftete er Hunderte von Bildern für soziale Einrichtungen und war Initiator der Greetsieler Woche. Er engagierte sich außerdem für den Erhalt der ostfriesischen Windmühlen.
Bruno Fischer-Uwe starb am 3. Juli 1992 – nach längerer schwerer Krankheit – mit 77 Jahren in Worpswede. Er wurde auf dem Friedhof nahe der Zionskirche beerdigt.

## Werk
Bruno Fischer-Uwe schuf in seinem Leben mehr als 4.000 Ölgemälde mit dem thematischen Schwerpunkt der Landschafts- und Naturdarstellung seiner niederdeutschen Heimat. Festgelegt war er auf dieses Thema aber nicht. So zählt auch die 1979 kontrovers aufgenommene Darstellung der Pieta in der St.-Jürgens-Kirche in Lilienthal zu seinem Werk, und in Lübeck befindet sich seit 1976 ein fünfzehn Meter langes Wandrelief des Künstlers aus Stahlband und Kupfer mit dem Titel Alt-Lübeck und das Mönch-Wesen, das eine historische Stadtansicht mitsamt Kirchtürmen und historischen Koggen zeigt. Im Jahr 1975 vertrieb die Beit & Co Farbenfabrik aus Hamburg einen Pferde-Kalender mit 13 Reproduktionen nach Ölgemälden von Bruno Fischer-Uwe und in den Jahren 1980, 1982, 1988, 1989 und 1990 gab der Offset Hansa Verlag in Bremen den Niederdeutschen Kalender heraus, jeweils mit 14 Reproduktionen nach Ölbildern des Künstlers.
Außerdem wurden seine Bilder auf unzähligen nationalen und internationalen Ausstellungen gezeigt, so in Worpswede, Bremen, Bonn, Nürnberg und Berlin, aber auch in Brüssel, Rom, Paris, Barcelona, Oslo und New York.

## Werke (Auswahl)
- Kornhocken auf dem Feld, Ölgemälde (Link zum Bild)
- Fischerboote im Hafen, Ölgemälde (Link zum Bild)
- Heidelandschaft bei Worpswede (Link zum Bild)
- Norddeutsche Landschaft mit Bauernkaten, Ölgemälde (Link zum Bild)
- Herbstabend im Moor (Kunststiftung Lilienthal), Ölgemälde (Link zum Bild)
- Gewitterstimmung über Gehöft mit Windmühle, Ölgemälde (Link zum Bild)
- Windmühle hinter Bäumen, Ölgemälde (Link zum Bild)
- Sommersturm in der Hammeniederung, Ölgemälde (Link zum Bild)
- Sommertag mit aufziehendem Gewitter, Ölgemälde (Link zum Bild)
- Worpsweder Landschaft, Ölgemälde (Link zum Bild)
- 6 Gemälde auf askART (Link zu den Bildern)
- 6 Gemälde, einschließlich Selbstporträt (Link zu den Bildern)

## Ehrungen
- 1966: Goldene Medaille für Kunst und Wissenschaft[5]
- 1971: Ehrenbürgerschaft (Indigenat) des Kreises Ostfriesland[10]
- 1975: Verdienstkreuz 1. Klasse der Bundesrepublik Deutschland[11]
- 1980: Werkschau anlässlich des 60. Geburtstages in den Ausstellungsräumen der Bundesanstalt für Arbeit, Nürnberg[2]
- 1986: Verdienstkreuz 1. Klasse des Niedersächsischen Verdienstordens[6]